# Zavarovalnica Triglav
Zavarovalnica Triglav je največja komercialna zavarovalnica v Sloveniji. Od leta 1990 je preoblikovana v delniško družbo.

## Zgodovina
Zavarovalnica Triglav je bila ustanovljena 5. julija 1900. Ustanovljena je bila kot Vzajemna zavarovalnica iz Ljubljane in je bila prva slovenska zavarovalnica, ki je bila ustanovljena z domačim kapitalom, katerega je prispeval dr. Anton Bonaventura Jeglič. Zavarovalnica je pričela s svojim  delom 1. avgusta. Prva polica je bila izdana 12. julija z veljavnostjo 1. avgusta.
16. junija 1945 se je Vzajemna zavarovalnica iz Ljubljane preimenovala v Zavarovalni zavod Slovenije. Konec šestdesetih let in v začetku sedemdesetih let dvajsetega stoletja se je več manjših zavarovalnic na področju Slovenije in Hrvaške združilo v dve komercialni zavarovalnici - Zavarovalnica Sava s sedežem v Ljubljani in zavarovalnica Maribor s sedežem v Mariboru. Leta 1976 sta se zavarovalnici združili v Zavarovalno skupnost Triglav.
Leta 1990 se je Zavarovalna skupnost Triglav preoblikovala v delniško družbo. 12. decembra 1990 je bila ustanovljena Zavarovalnica Triglav d.d.

## Hčerinske družbe
TRIGLAV, Zdravstvena zavarovalnica, d.d.
Triglav RE, d.d.
...